# KV29
A KV29 é uma tumba no Vale dos Reis em Egito composta penas por um fosso de entrada e uma câmara. Foi provavelmente construída em meados da Décima Oitava Dinastia e seu ocupante ou propósito são desconhecidos. Sua existência é conhecida desde pelo menos a década de 1830, mas ela só foi ser escavada na década de 2010 por uma equipe da Universidade da Basileia.

## Localização
A KV29 está localizada em um pequeno vale lateral que leva para a KV34, a tumba de Tutemés III, e próxima da KV32, a tumba de Tiaa, e da KV42. Estas três datam de meados da Décima Oitava Dinastia do Império Novo, assim acredita-se que a KV29 foi construída por volta da mesma época. Ela consiste apenas de um fosso vertical de entrada e uma única câmara.
A existência da KV29 é conhecida desde pelo menos a década de 1830, quando sua localização foi relatada pelos egiptólogos James Burton e John Gardner Wilkinson. Foi mencionada novamente na década de 1880 por Eugène Lefébure, porém só foi receber sua designação em 1899. O fosso de entrada foi mapeada pelo Theban Mapping Project na década de 1990.

## Escavação
Uma escavação do fosso foi iniciada em janeiro de 2011 por uma equipe da Universidade da Basileia. Metade da profundidade era de entulhos de uma enchente de 1994 e de entulhos a partir da década de 1960. O resto era um preenchimento limpo lavado durante enchentes anteriores. Os últimos três metros eram formados por lascas de calcário. Fragmentos de cerâmica e quatro peças de uma jarra de alabastro foram encontrados nessa camada. O fosso foi coberto com um portão de ferro ao final da escavação.
Uma nova escavação começou em 2016. Descobriu-se que o fosso terminava uma câmara também preenchida por entulhos. Seu tamanho foi investigado com uma câmara telescópica e lanternas. A disposição arquitetônica é desconhecida, estando tão cheia de entulhos que não foi possível determinar se existia soleiras para outras câmaras.